# Mülheim-Kärlich
Mülheim-Kärlich är en stad i Landkreis Mayen-Koblenz i förbundslandet Rheinland-Pfalz, Tyskland. Kommunen har cirka 11 300 invånare.
Kommunen ingår i kommunalförbundet Verbandsgemeinde Weißenthurm tillsammans med ytterligare sex kommuner.